# Krafft Ehricke
Krafft Arnold Ehricke (24 mars 1917 - 11 décembre 1984) était un ingénieur en propulsion américain, et un défenseur des programmes de colonisation de l'espace.

## Biographie
Né à Berlin, Ehricke s'intéresse à l'espace depuis son plus jeune âge. Il est influencé par le film de Fritz Lang, La Femme sur la Lune (Frau im Mond). Alors qu'il a 12 ans, il crée sa propre société de confection de fusées amateurs. Il intègre par la suite l'Université technique de Berlin et y étudie la mécanique céleste et la physique avec les professeurs Hans Geiger et Werner Heisenberg. Il obtient son diplôme d'ingénieur astronautique.
Il se marie avec Ingeborg Ehricke (née le 12 septembre 1922).
Il travaille à Peenemünde comme ingénieur en propulsion, de 1942 à 1945 aux côtés de Walter Thiel, puis il vient aux États-Unis avec d'autres ingénieurs et scientifiques allemands, après la Seconde Guerre mondiale, dans le cadre de l'Opération Paperclip, en 1947. Il travaille quelque temps avec l'équipe de Von Braun, sur la construction de fusées, à Huntsville. En 1948, alors qu'il travaille pour le compte de l'U.S. Army, Ehricke écrit une fiction intitulée Expedition Ares. Il anticipe les défis auxquels devront faire face les astronautes qui iront explorer la planète Mars. La même année, il écrit un ouvrage avec Wernher von Braun, The Mars Project (en), qui décrit comment l'homme pourrait atteindre la planète rouge au moyen d'un système de ferry spatial.
Il travaille ensuite chez Bell Aircraft, puis chez Convair en 1952. Chez Convair, il met au point la fusée D-1 Centaur, la première fusée à étages comprenant un booster utilisant l'hydrogène liquide et l'oxygène,. Il dessine également l'architecture d'une future base spatiale, permise par les fusées Atlas de chez Convair. Il travaille ensuite sur la NEXUS, une fusée réutilisable que Krafft Ehricke et son équipe mettent au point à la fin des années 1960, chez General Dynamics.
Krafft Ehricke travaille ensuite sur la Lune, qu'il décrit comme le « septième continent » de la Terre. Il réfléchit sur des projets d'industrialisation lunaire et sur la possibilité technique d'y réaliser une base permanente, utilisant l'énergie de la fusion nucléaire, et qu'il nomme « Selenopolis ».
Ehricke reçoit des obsèques spatiales le 21 avril 1997 : une fusée met sur orbite un peu de ses cendres.

## L'Extraterrestrial Imperative
Ehricke est le promoteur d'un concept philosophique qu'il nomme l'Extraterrestrial Imperative. L'humanité a le devoir d'explorer et de coloniser le système solaire pour réserver l'espèce. Il n'existe pas de limites à cette colonisation selon lui. Ehricke pense que la Terre est un système clos, et que l'espace est forcément l'avenir de l'espèce humaine